# Idioma drehu
Drehu ([ɖehu]; también conocida como Dehu, Lifou, Lifu, qene Drehu) pertenece a las lenguas austronesias hablada mayoritariamente en la isla de Lifou, en las Islas de la Lealtad y Nueva Caledonia. Tiene alrededor de 12.000 hablantes nativos y el estatus de lengua regional de Francia. Este estatus implica que los alumnos podrán realizar una prueba opcional en bachillerato en Nueva Caledonia mismo o en la Francia metropolitana. También se enseña en el Institut National des Langues et Civilisations Orientales (INALCO) en París desde 1973 y en la Universidad de Nueva Caledonia desde el año 2000. Como las otras lenguas neocaledonias, el drehu es regulado actualmente por la "Académie des langues kanak", fundada oficialmente en el 2007.
Hay un registro lingüístico en drehu, llamado qene miny. Antiguamente, este registro era utilizado para hablar a los líderes. Hoy muy pocas personas conocen y utilizan esta lengua.

## Fonología

### Consonantes
|                       | Bilabial | Labiodental | Dental | Alveolar | Retrofleja | Alveopalatal | Velar | Glotal |
| --------------------- | -------- | ----------- | ------ | -------- | ---------- | ------------ | ----- | ------ |
| Oclusiva and Africada | p (b)    |             | t d    |          | ʈ ɖ        | t͡ʃ (d͡ʒ)      | k ɡ   |        |
| Nasal                 | m̥ m      |             | n̥ n    |          |            | ɲ̊ ɲ          | ŋ̊ ŋ   |        |
| Fricativa             |          | f (v)       | θ ð    | s z      |            |              | x     | h      |
| Lateral               |          |             | l̥ l    |          |            |              |       |        |
| Semivocal             | ʍ w      |             |        |          |            |              |       |        |

### Vocales
|           | Anterior | Central | Posterior |
| --------- | -------- | ------- | --------- |
| Alta      | i iː     |         | u uː      |
| Inermedia | e eː     | ø øː    | o oː      |
| Abierta   | æ æː     |         | ɑ ɑː      |

## Sistema de escritura
El drehu fue escrito primero en alfabeto latino por los polinesios, y misioneros ingleses de la Sociedad Misionera de Londres durante la década de 1840, con la ayuda de los nativos. la primera traducción completa de la Biblia fue publicada en 1890. El sistema de escritura de la biblia no distinguía entre las consonantes dental (escrita "d", "t") y la alveolar / retrofleja ( "dr" y "tr" ), que durante mucho tiempo fueron escritas indiferentemente como "d" y "t". En drehu / θ / y / ð / no son consonantes dentales sino interdentales. El nuevo sistema de escritura fue creado en la década de 1970.